# Kostel svatého Václava (Sýčina)

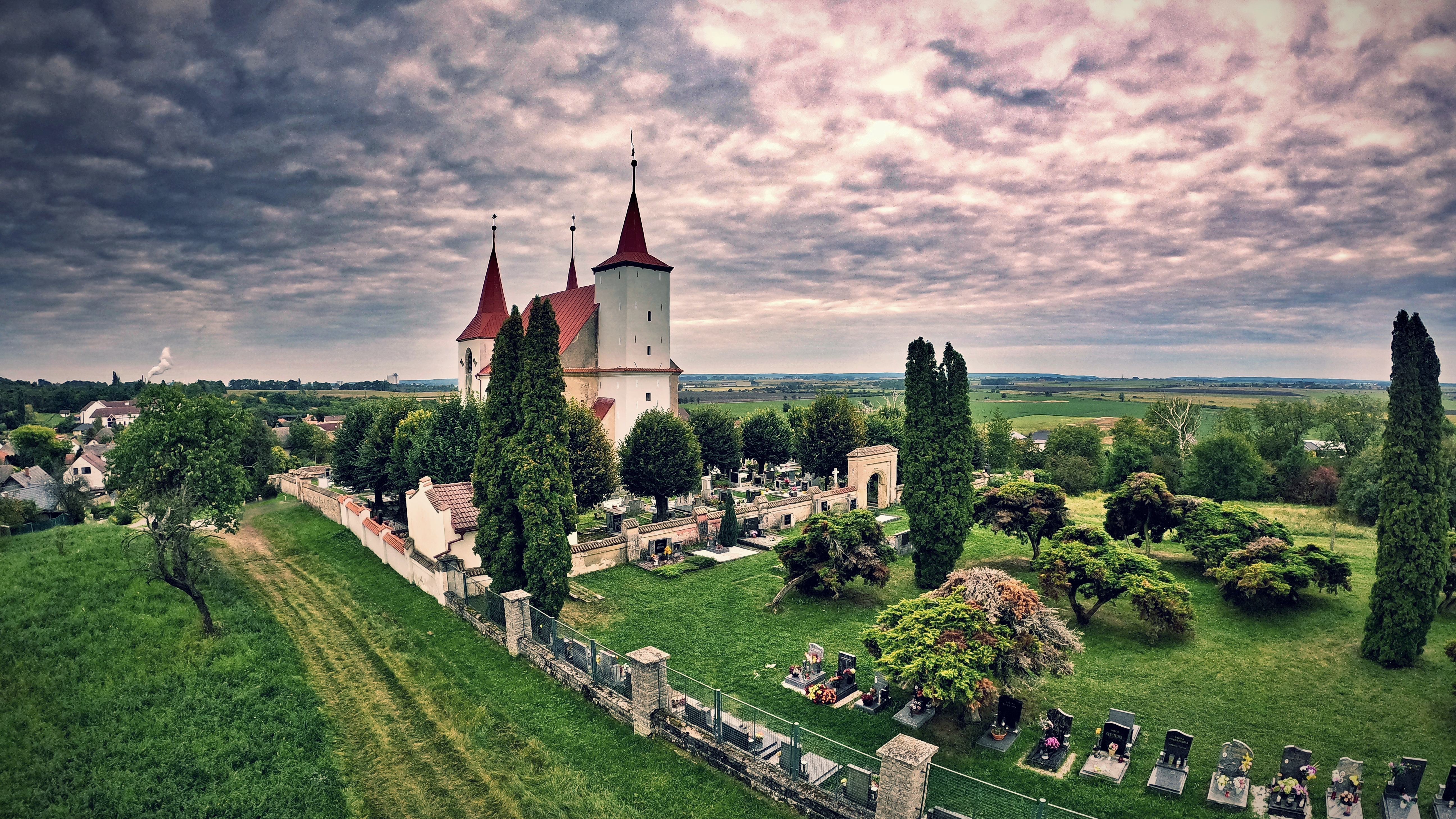
Sýčina, Kostel sv. Václava

Kostel svatého Václava v Sýčině, části města Dobrovice v okrese Mladá Boleslav ve Středočeském kraji, je netypická pozdně gotická a renesanční sakrální stavba.Tvoří místní pohledovou dominantu, je již z velké dálky vidět díky svým třem špičatým věžím. Kostel je chráněn jako kulturní památka České republiky.

## Historie
Kostel byl postaven roku 1571 Jiřím Cetenským z Cetné. Renesančně upraven a vyzdoben byl roku 1609. Dále byl nevýrazně barokně upravován v letech 1736 za vedení architekta F.I. Préea, a znovu důkladně opraven v roce 1867 architektem Aloisem Turkem. V období komunistické totality kostel postupně chátral. Od počátku 21. století existuje nadace na záchranu této památky.

## Architektura

### Exteriér
Je to goticko-renesanční dvoulodí s polygonálně uzavřeným obdélným presbytářem, ke kterému po stranách přiléhají dvě nestejně široké hranolové věže, kryté jehlany. Třetí hranolová věž se nachází v ose západního průčelí. Kostel má přístavek (márnice) po jižní straně. V severní věži je sakristie s barokním oknem a znakem Cetenských a Valdštejnů. Stěny jsou hladké. Mají opěráky a hrotitá okna bez kružeb. Hlavní portál je v západní věži, ve které je předsíň sklenutá valenou klenbou se štukovými žebry.

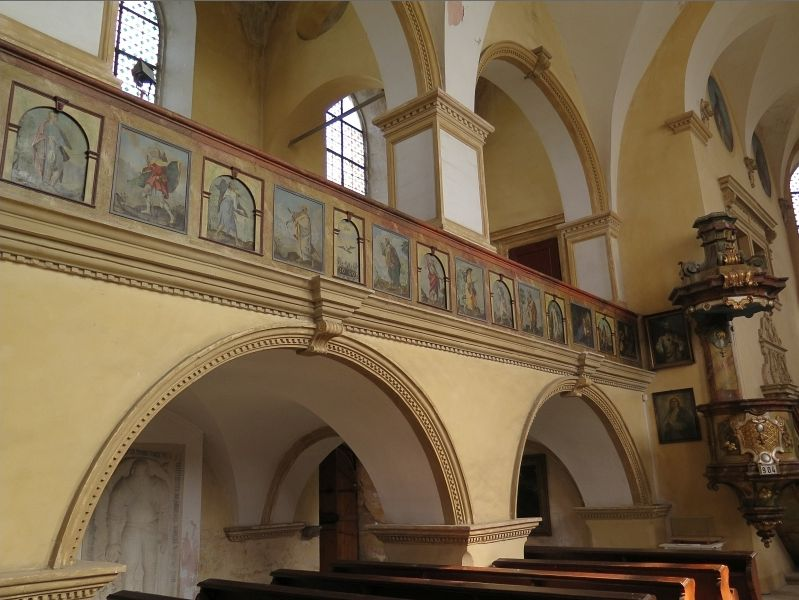
Zábradlí balkónu kostela sv. Václava v Sýčině

### Interiér
Presbytář má valenou klenbu s lunetami. V presbytáři se nachází na skleněných deskách namalovaných šest českých patronů, dílo zřejmě z období kolem roku 1930. Na severní straně je půlkruhově zakončený vchod do sakristie v pozdně renesanční kamenné pilířové jónské edikule s volutovým nástavcem. V nástavci jsou znaky Cetenských a Maternů z Květnice. Triumfální oblouk je polokruhový. Loď má valenou klenbu s lunetami. Dvoulodí je rozděleno dvěma hranolovými pilíři, na kterých spočívají tři arkády, které oddělují užší a nižší severní loď, sklenutou křížovými klenbami a tribunu v jejím patře, která je sklenuta rovněž křížově. V západní části lodi je kruchta na dvou pilířích. Ta je podklenuta valeně. Kruchta je spojena s úzkou zděnou balkónovitou postranní kruchtou podél jižní stěny hlavní lodi, která je nesena dvěma pilíři. Zábradlí tribuny i balkónu je bedněné. Je v něm vsazeno dvanáct desek s obrazy apoštolů a světců, a také čtrnáct desek s výjevy z Kristova života, které jsou zřejmě dílem Kregera Karga z Würtenberku z roku 1609, zhotovené podle nizozemských grafických listů.
Na klenbě lodi je barokní freska Setkání sv. Václava s Jindřichem Ptáčníkem; nad kruchtou je barokní freska s výjevem: Sv. Václav zakládá školu na Budči a na klenbě presbytáře je barokní freska sv. Václava s korouhví. Fresky jsou vesměs dílem J.E. Vodňanského z roku 1736, které byly přemalovány K. Javůrkem roku 1867. Od K. Javůrka jsou i obrazy čtyř evangelistů pod kruchtou, také z roku 1867. Sakristie v přízemí severní věže má valenou klenbu. Pod jižní věží se nachází pohřební kaple s náhrobky Maxmiliána Thurn-Taxise a jeho choti Marie Eleonory z roku 1834. Pohřební kaple je sklenuta jako sakristie, otevřená do presbytáře obloukem. Nad hrobkou je oratoř s renesančním kazetovým stropem, v jehož osmi polích jsou původní malované výjevy ze života Kristova, pocházející snad od K. Karga. Prostor nad sakristií je prázdný, otevřený do kostela oknem.

### Vybavení
Hlavní oltář z roku 1736 je barokní, portálový a sloupový. Je dílem truhláře P. Vyšohlída z Dobrovice, který jej zhotovil podle nákresu Fr. I. Préea. Na hlavním oltáři je obraz sv. Václava od Fr. Barbieriho, který přemaloval roku 1867 K. Javůrek. Od K. Javůrka pochází také obraz sv. Ludmily na pravém bočním oltáři, který provedl truhlář J. Péx a řezbář J. Pauer z Dobrovice. Kazatelna z roku 1736 je rovněž dílem Vyšohlída a Préea. Je doplněna plastikami od Josefa Jelínka z Kosmonos. Pod kruchtou a v boční lodi je devět renesančních náhrobníků, většinou figurálních, rodu Cetenských a Kinských, pocházející z 2. poloviny 16. století.

### Okolí kostela
Kolem kostela je hřbitov s pozdně gotickou branou.

### Významné osobnosti pohřbené v hrobce pod kostelem
- Maxmilián Josef z Thurn-Taxisu
- Marie Alžběta z Thurn-Taxisu
- Princ Gustav Thurn und Taxis (1848–1914)
- Jiří Cetenský z Cetně (nechal vystavět kostel)
- Karl Ferdinand Thurn- Taxis